# (6627) 1981 FT
(6627) 1981 FT es un asteroide perteneciente al cinturón de asteroides, descubierto el 27 de marzo de 1981 por Zdeňka Vávrová desde el Observatorio Kleť, České Budějovice, República Checa.

## Designación y nombre
Designado provisionalmente como 1981 FT.

## Características orbitales
1981 FT está situado a una distancia media del Sol de 2,173 ua, pudiendo alejarse hasta 2,353 ua y acercarse hasta 1,992 ua. Su excentricidad es 0,083 y la inclinación orbital 3,973 grados. Emplea 1169,84 días en completar una órbita alrededor del Sol.

## Características físicas
La magnitud absoluta de 1981 FT es 14,25. Tiene 4,142 km de diámetro y su albedo se estima en 0,224.